# Peter vs De Rest
Peter vs De Rest is een reality-spelprogramma, gemaakt door productiehuis Kanakna voor de Vlaamse commerciële zender VT4. De presentatie wordt gedaan door acteur Peter Van Asbroeck, die tevens de hoofdrol heeft.

## Formule
Peter neemt het elke aflevering op tegen een andere bekende Vlaming. In drie proeven in Zuid-Afrika (in en rond Kaapstad) wordt telkens door lokale experten uitgemaakt wie de winnaar van de aflevering is. Elke aflevering draait rond een bepaald thema, bijvoorbeeld 'de beste toerist'.

## Afleveringen - tegenspelers
1. Rob Vanoudenhoven (gewonnen door Peter)
2. Véronique De Kock (gewonnen door Véronique)
3. Stan Van Samang (gewonnen door Stan)
4. Hilde De Baerdemaeker (gewonnen door Peter)
5. Jan Van Looveren (gewonnen door Peter)
6. Miguel Wiels (gewonnen door Peter)
7. Bartel Van Riet (gewonnen door Peter)

## Kijkcijfers
De kijkcijfers van Peter vs De Rest haalde bij de uitzendingen in 2012 op woensdag rond de 250.000 kijkers en het programma werd herhaald op zaterdag.